# スコティ・ムーア

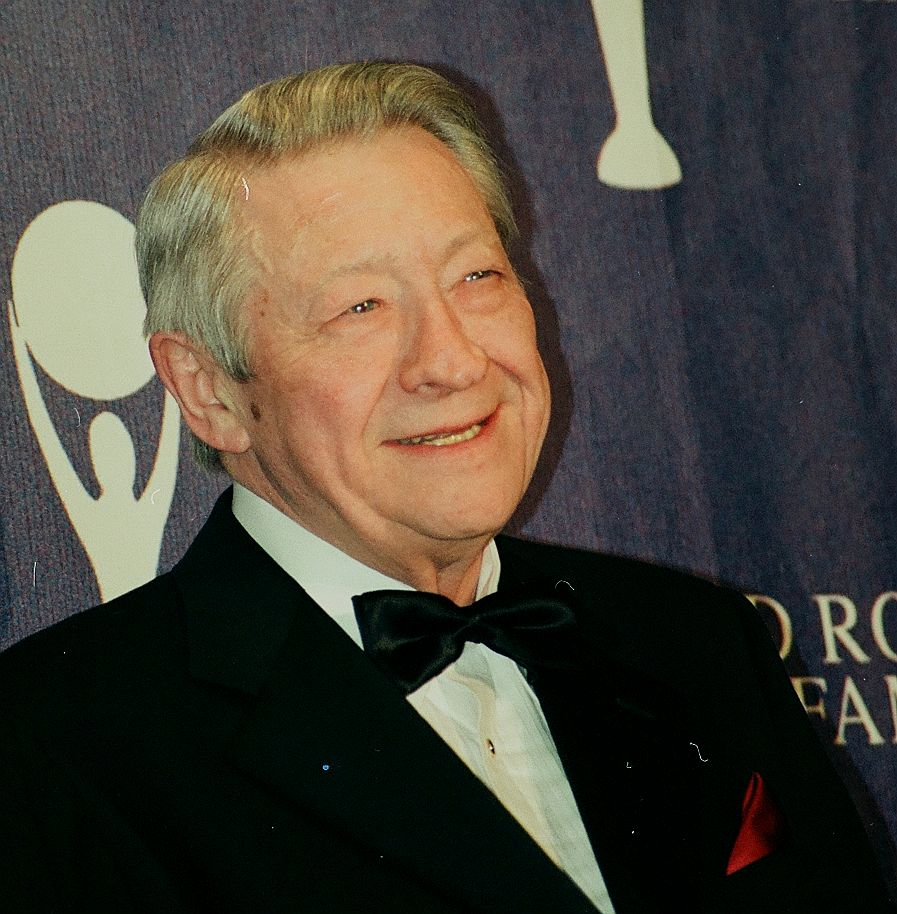
スコティ・ムーア

スコティ・ムーア (Scotty Moore) として知られる、ウィンフィールド・スコット・ムーア3世 （Winfield Scott Moore III、1931年12月27日 - 2016年6月28日）は、アメリカ合衆国のギタリスト、スタジオ・ミュージシャン。テネシー州ガズデン出身。ロカビリー、ロックンロール、カントリー・ミュージックを中心に多くのアーティストの伴奏を務めたが、特にエルヴィス・プレスリーのギタリストとしての活動が広く知られている。
「ローリング・ストーンの選ぶ歴史上最も偉大な100人のギタリスト」において2003年は第44位、2011年の改訂版では第29位。

## 経歴
1931年、ウィンフィールド・スコット・ムーア3世はテネシー州ガズデンで誕生した。父親や兄弟たちがカントリー・ミュージックのバンドを組むなど音楽に親しむ家庭に育ったムーアは、8歳で買い与えられたギターの奏法を習得した。
1948年、徴兵されアメリカ海軍に入隊したムーアはワシントン州のラジオ局の流すバンドに参加しつつ、中国や韓国で任務に就いた。除隊後は兄弟が経営していたクリーニング店で勤務しながら「スターライト・ラングラーズ」という名のバンドを結成、ビル・ブラック（ベース）も加えて活動した。1954年、ムーアは代理歌手としてバンドに参加したエルヴィス・プレスリーと組み、7月に「ザッツ・オールライト」を録音して州内を中心にヒットを果たした。その後国内で最も著名は歌手となったプレスリーと共に、ムーアロックンロールの先駆者として活動し続けた。プレスリーの楽曲だけでなく、プレスリーの主演映画にギタリストとして出演している。しかし初主演作の「やさしく愛して」が企画された際、サウンドトラックの録音からムーアは除外された。選考を受けた時、映画の内容を知らないムーアがカントリー・ミュージックが求められているにもかかわらず、通常のロカビリーを演奏したためである。
サン・レコードを解約したプレスリーと共にムーアもRCAへ移行したが、移籍から時間が経つにつれプレスリーの作風は変化していった。ムーアは「サム（サンの創業者）はどんなことにでも挑戦するタイプの人間だったが、RCAのスタッフは違う。組織人間であったし、クリアなサウンドを好んでいた」と語っている。徴兵と前後して、映画出演に注力し始めたプレスリーは音楽活動から徐々に離れた。
ムーアがプレスリーと最後に会ったのは1968年にプレスリーが音楽活動を本格再開させた「カムバック・スペシャル」であった。ムーアはその番組の一部である「シットダウン・ショー」に参加した。放送後、ムーアはプレスリーからバンドに参加するよう求められるが、実現はしなかった。この後、ムーアとプレスリーの関係は自然消滅した。
プレスリーが1969年にネバダ州ラスベガスで公演活動を始めると、ムーアやD.J.フォンタナの下にはプレスリーから出演依頼が寄せられた。しかし当時スタジオで他のアーティストと録音を行なっていたムーアは1日に何度もセッションに参加する多忙な日々を送っていた。一方でその後のプレスリーによる公演の開催予定は未定であったため、ムーアは出演を辞退してスタジオ・ミュージシャンとして活動を続けた。
チェット・アトキンスがムーアを訪れた時、置物と引き換えにギブソンのカントリー・ジェントルマンをムーアに手渡した。以来、ムーアはのカントリー・ジェントルマンを主に使用した。ロック界では、ジョージ・ハリスン(ビートルズ)、キース・リチャーズ(ローリング・ストーンズ)、ジェフ・ベックらがムーアの影響を受けている。
2000年、ロックの殿堂入り（サイドマン部門）を果たした。
2016年6月28日、テネシー州ナッシュビルの自宅で逝去。84歳没。

## トリビア
- スコティはギブソン社のフルアコースティック・ギターを好んで使用する。フェンダー・テレキャスターを持ってみたこともあったが、「女性を抱いているようでしっくりこない」という理由から、サイズの大きいギターを好んでいた。

## ディスコグラフィ
- The Guitar That Changed The World!(1965年)
- オール・ザ・キングス・メン - All the King's Men(1997年)

## 映像作品
- トリビュート・トゥ・ザ・キング - Tribute to the King: Live at Abbey Road Studios(2005年)